# J.Fla
J.Fla (кор. 제이플라; имя при рождении — Ким Чон Хва (кор. 김정화); род. 10 июня 1987, Республика Корея) — южнокорейская певица, музыкант, композитор, автор песен и ведущая ютуб-канала. После подписания контракта с Sony Music Japan, а затем с Ostereo Records, она быстро приобрела международную известность благодаря популярности её кавер-версий песен на английском языке.

## Музыкальная карьера
Сначала J.Fla писала много песен для разных артистов, в том числе для довольно успешной японской певицы Юны Ито, родившейся в Америке.
22 августа 2011, J.Fla создаёт youtube-канал «JFlaMusic», и загружает свой первый кавер на песню Beyonce — «Halo». В течение следующих пяти месяцев она загрузила ещё 15 кавер-версий популярных композиций.
17 февраля 2012 года, она выпускает интернет-альбом из 8 треков под названием «JFla’s Cover 1».
В середине 2013 года выпускает свой официальный дебютный альбом, оригинальный EP под названием «바보 같은 Story».
Затем, с конца 2014 года до середины 2016 года, она выпускает как минимум шесть дополнительных EP (в основном это каверы песен на английском языке, плюс также некоторые оригинальные песни на корейском языке).
В начале 2017 года она выпустила первый полноформатный альбом Blossom. К ноябрю того же года она выпустила пять дополнительных EP, и на её канал на YouTube подписались более 5 миллионов человек.
80 треков со всех её EP были переизданы в апреле 2018 года под названием Rose: The J.Fla Collection. Также в течение 2018 года J.Fla выпустила два совершенно новых полноформатных альбома, включающих каверы на самых разных артистов, включая Taylor Swift, ABBA, The Chainsmokers, Ariana Grande, Maroon 5, Jamiroquai, Amy Winehouse, Corinne Bailey Rae и Queen.
16 ноября 2018 года J. Fla стала первым независимым корейским ютубером, получившим более 10 миллионов подписчиков.
Самое популярное видео на её канале: Ed Sheeran — Shape Of You (cover by J.Fla), имеет более 300 миллионов просмотров и более 3 миллионов лайков.
На октябрь 2021, её канал имеет 17,3 млн подписчиков и общее количество просмотров более 2,9 млрд. 29 марта 2020 года, канал преодолел отметку в 15 миллионов подписчиков.
6 сентября 2019 была представлена новая собственная песня и музыкальное видео Good Vibe, а 11 октября на youtube-канале JFlaMusic вышло танцевальное видео Are You My Villain.

## Дискография

### EPs
- 바보 같은 Story / Stupid Story / Foolish Story (26 июля 2013)
- 화살 (Arrow) (15 декабря 2014)
- Cover Sessions (27 ноября 2015)
- 찬란육리 / Merry (21 марта 2016)
- Cover Sessions 2 (29 апреля 2016)
- 너에게 닿기를 / To Reach You (2 мая 2016)
- Grey Skies (29 июля 2016)8
- Say Something (16 февраля 2017)
- Inspiration (24 февраля 2017)
- Orchid (26 мая 2017)
- Gold (9 июня 2017)
- New Rules (21 ноября 2017)

### Альбомы
- Blossom (10 марта 2017)
- Rose: The J.Fla Collection (26 апреля 2018)
- Believer (17 августа 2018)
- Natural (7 декабря 2018)